# Juanjo López García

Juan José López García, conocido como Juanjo López (Lérida, 1980) es investigador, profesor universitario y empresario español del sector digital. Es fundador y CEO del Grupo Royal Comunicación.

## Desarrollo académico y docente
Juan José López es doctor en Derecho y Sociedad por la Universidad a Distancia de Madrid (UDIMA) y cuenta con varios postgrados, entre ellos el PDG de IESE Business School. Su tesis doctoral, Análisis de las acciones de marketing digital en el ámbito B2C a partir de un estudio empírico, fue leída en 2018. Su actividad investigadora está enfocada al estudio del comportamiento de los usuarios en internet y a la optimización de campañas digitales.
Mediante la docencia ha contribuido a la profesionalización de los embajadores de marca,y otros actores del sector digital. Desde 2015 es profesor asociado en UDIMA de analítica Web y desde 2013 en ESIC sobre marketing digital. Ha sido profesor, director y tutor en la Escuela de Organización Industrial (EOI)  de diversas materias del mundo digital y la empresa (2009-19), y ha impartido docencia  en la Universidad de Navarra y en U. Autónoma de Barcelona y en las universidades de Coruña, Granada, Baleares, Elche, Pablo de Olavide, y Camilo José Cela, entre otras instituciones educativas.
Ha sido presidente de la Asociación de Jóvenes Empresarios de Madrid (AJE, 2017-20) y presidente de Emprendimiento de la Confederación de Empresarios de Madrid (CEIM; 2018-20), desde donde apoyó a los empresarios para afrontar los retos de la pandemia.

## Desarrollo profesional
Tras su paso por diversas empresas, en 2007 fundó la agencia Royal Comunicación y el grupo Royal, un grupo consultor compuesto por una agencia digital (Royal Comunicación), la consultora de negocio (Royal Profit) y legal 2.0 (Lex Royal). El grupo está presente en Finlandia y Colombia. Royal Comunicación es partner de Google, Meta, y TikTok, y colaborador oficial del Observatorio Vodafone de la empresa.
Como profesional del sector digital ha impartido conferencias y seminarios en el Congreso de marketing digital de Jaén, Plasencia, Ecofin (Emprendedoras con alma), CEIM y la empresa familiar, Hosteltur, Club Financiero Génova, Puro Marketing Day, y otros.
Es jurado de los premios Best in Travel, y en los TOP5 Excellence de Marketing digital.

## Publicaciones
- Del 0 al 3.0 Marketing Digital. Ediciones Punto Didot, 2015.[18]
- “Digital Marketing Actions That Achieve a Better Attraction and Loyalty of Users: An Analytical Study” Future Internet 2019, 11(6), 130.[19]
- The Use of the Shopping Cart: The Problem of Abandonment in e-Commerce” Springer 2022 ISBN 978-3-031-05728-1